# Tarstad
Tarstad är en by i Tirups socken i Svalövs kommun, strax väster om Svalöv. Byn ligger några kilometer norr om Tirups kyrka.

## Historik
Byn hade före enskiftet 1804 19 gårdar, men splittrades då till spridd bebyggelse. 
Enligt Skånekalendern 1876 fanns det 1876 en kvarn i Tarstad. Ägare var M Hanssons änka. Det fanns en smed som hette P Lindberg, en skräddare som hette Jöns Nilsson, en trädgårdsmästare som hette P Lorentzon  och en målare G Lagerstedt, Barnmorskan och vaccinatören Elna Larsson bodde också i Tarstad 1874. 1904 fanns en ny barnmorska i byn som hette Klara Andersson.
Byn hade en småskola byggd 1859, och affär som 1904 drevs av Ludvig Persson, och 1924 drevs av handlaren John Edvard Persson.

### Tarstadgården
Före 1800 köpte godset Axelvold/Duveke gårdarna Tarstad 14-19 och började uppföra Tarstadgården, till en början kallad Lindesberg. Tarstadgården blev en så kallad plattgård. Det fanns även en fruktodling på Tarstads gård under 1950-talet. Gården tillhör 2020 fortsatt Axelvolds gods.
Tarstads gård beskrivs i Gods och gårdar 1944:
Tarstads gård 239,5 hektar varav 237,5 hektar åker och 2 hektar park. Taxeringsvärde 364 700.Jordart Svartmylla på lerbotten. mangårdsbyggnad uppförd i slutet av 1700-talet, korsvirkesflyglar samtidigt.ekonomibyggnader brann 1941, och nybyggdes 1944. Djurbesättning 10 hästar, 100 kor, 100 ungdjur. Reaktonsfri besättning. Gården till ägarens släkt på 1750-talet. Ägare A A Berg von Linde å Axelvold.